# Garzapelta
Garzapelta je vyhynulý rod plazů z řádu Aetosauria žijícího v období svrchního triasu. Jeho jediný druhový zástupce Garzapelta muelleri byl objeven v geologickém souvrství Cooper Canyon Formation, Texas, USA.

## Okolnosti nálezu a jméno
Fosilní pozůstatky Garzapelty byly objeveny v roce 1989 paleontologem Billem Muellerem a sběratelem zkamenělin Emmettem Shedem. Jednalo se především o osteodermy, žebra a část jedné nohy. Pozornost tomuto jedinci s označením TTU-P 10449 poprvé věnovali badatelé v roce 2003. Jeffrey W. Martz a jeho kolegové uvažovali, že by mohlo jít o nový samostatný druh. Tento druh získal jméno až po 20 letech, kdy Reyes, Martz a Small publikovali studii o novém rodu Garzapelta.
Název Garzapelta reflektuje geografický původ svého nálezu, protože lokalita se nachází v Garza County v Texasu. Druhá část jména -pelta znamená štít, což odkazuje na rozsáhlý „pancíř“ z osteodermů. Druhové jméno muelleri dostal na počest nálezce Billa Muellera.